# Zaitzevia crassipes
Zaitzevia crassipes is een keversoort uit de familie beekkevers (Elmidae). De wetenschappelijke naam van de soort werd in 1927 gepubliceerd door George Charles Champion.